# Siegfried Wichmann
Siegfried Wichmann (geboren 10. Februar 1921 in Bärndorf, Landkreis Hirschberg, Provinz Schlesien; gestorben 6. Mai 2015 in Starnberg) war ein deutscher Kunsthistoriker.

## Leben
Siegfried Wichmann stammt aus einer Künstlerfamilie, sein Vater war der Maler Georg Wichmann. Im Zweiten Weltkrieg war er als Gebirgsjäger an der Eismeerfront eingesetzt, wo er schwer verwundet wurde und das Schachspiel erlernte. Er schrieb später zwei international erfolgreiche Schachbücher, eines gemeinsam mit seinem jüngeren Bruder, dem Kunsthistoriker Hans Wichmann.
Wichmann studierte Kunstgeschichte und wurde 1953 an der Universität München mit einer Arbeit über Eduard Schleich den Älteren promoviert und arbeitete ab 1958 als Konservator an der Neuen Pinakothek. Er reiste nach Japan und lebte mehrere Jahre in Kanada. Eine von ihm zusammengetragene bedeutende Sammlung von Gläsern des floralen Jugendstils befindet sich heute im Bayerischen Nationalmuseum. Er erhielt 1967 eine Professur für Kunstgeschichte an der Staatlichen Akademie der Bildenden Künste Karlsruhe. 1968 erhielt er den Auftrag, die Ausstellung „Weltkulturen und moderne Kunst“ anlässlich der Olympischen Spiele 1972 im Münchener Haus der Kunst zu kuratieren, was ihn fünf Jahre lang beschäftigte. Der Etat betrug 5 Millionen DM; zeitweilig waren 100 Mitarbeiter damit befasst.

Kaulbachs Ölskizze als Ausgangspunkt für Wichmanns Theorie zur Ermordung Ludwig II. (1886)

Wichmann schrieb eine große Anzahl kunstgeschichtlicher Monografien und auch Beiträge für die Neue Deutsche Biographie. Er kuratierte Ausstellungen im In- und Ausland, sein Spezialgebiet war die Malerei des ausgehenden 19. Jahrhunderts. In den 1950er Jahren begann er ein Werkverzeichnis für Carl Spitzweg anzulegen, das 2002 erstmals erschien. Er bediente sich in der wissenschaftlichen Auseinandersetzung um Spitzweg zusätzlich des Pseudonyms Manuel Albrecht, was der Kieler Kunsthistoriker Jens Christian Jensen erst viele Jahre später aufdecken konnte. Sein wissenschaftlicher Nachlass zu Carl Spitzweg befindet sich heute im Museum Georg Schäfer in Schweinfurt, das eine der bedeutendsten Spitzweg-Sammlungen bewahrt.
Daneben forschte er zum Tod des Bayernkönigs Ludwig II., wozu er 2007 eine eigene Theorie vorlegte; der Anstoß dafür war eine zeitgenössische Skizze Hermann von Kaulbachs, die er 1967 erstmals analysierte.
Wichmann lebte in Söcking.

## Schriften (Auswahl)

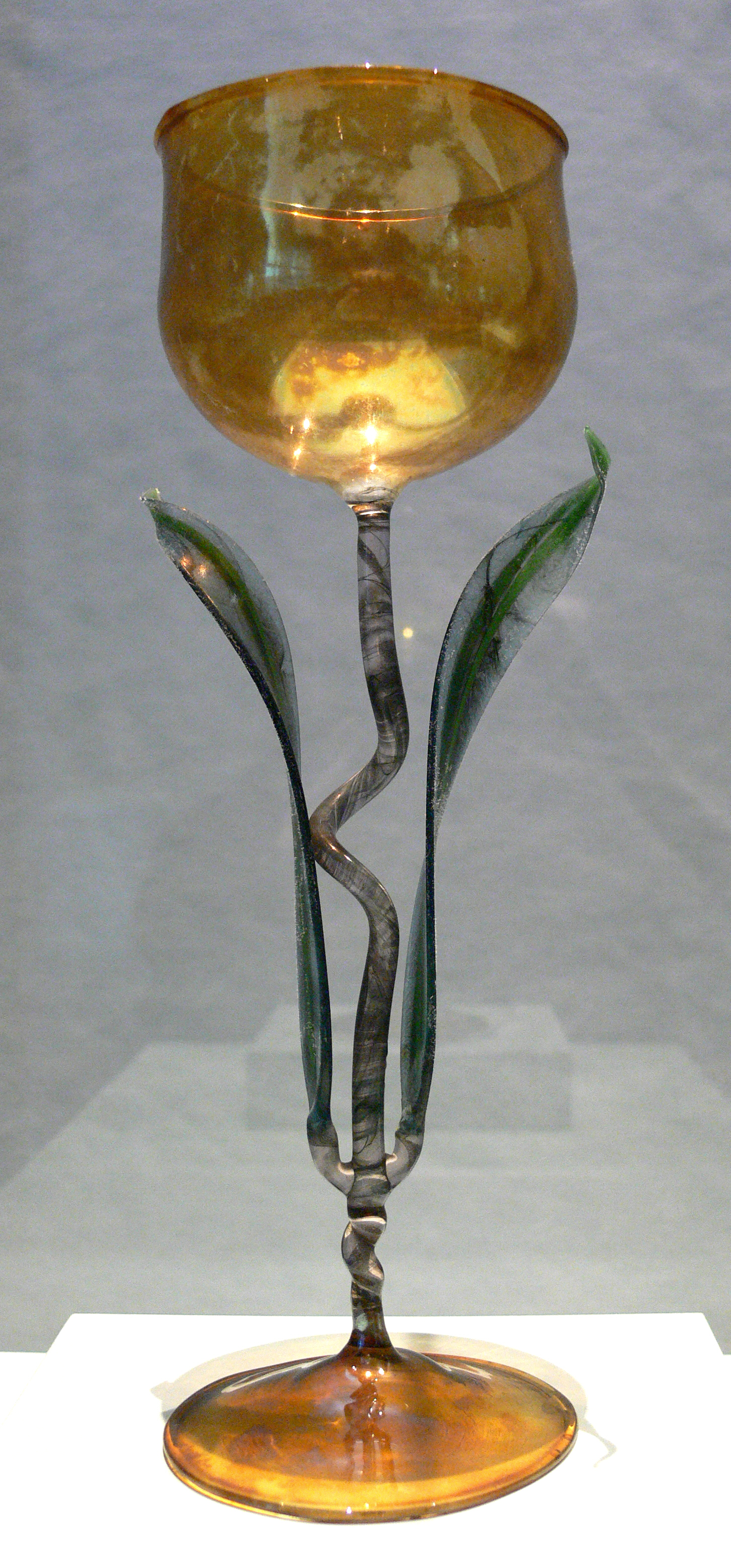
Sammlung Wichmann im Nationalmuseum:
Stengelglas in Tulpenform

- Eduard Schleich der Ältere 1812–1874. München, Phil. F., Dissertation vom 11. September 1953
- mit Hans Wichmann: Schach. Ursprung und Wandlung der Spielfigur in zwölf Jahrhunderten, Callwey, München 1960
- Aladin Lampe (Pseudonym): Die Dame und der König : Kulturgeschichte d. Schachspiels. Bruckmann, München 1962
- Manuel Albrecht (Pseudonym): Carl Spitzwegs Malerparadies. Schuler, Stuttgart 1968
- Franz von Lenbach und seine Zeit. DuMont, Köln 1973
- Japonismus: Ostasien – Europa. Begegnungen in der Kunst des 19. und 20. Jahrhunderts. Herrsching 1980
- Julius Seyler – Neuentdeckte Werke, 1988
- Münchner Landschaftsmaler im 19. Jahrhundert. Meister, Schüler, Themen. Seehamer, Weyarn 1996
- Compton. Edward Theodore und Edward Harrison; Maler und Alpinisten. Belser-Verlag, Stuttgart 1999
- Karl Mostböck – der Maler der kodifizierten Form, mit Vorwort von Walter Koschatzky, Einführung Siegfried Wichmann, Spital am Pyrn, 2001
- Carl Spitzweg – Reisen und Wandern in Europa und der Glückliche Winkel. Belser, Stuttgart 2002
- Carl Spitzweg – Verzeichnis der Werke. Gemälde und Aquarelle. Belser, Stuttgart 2002
- mit Christa Habrich: Carl Spitzweg, der Maler und Apotheker. Natur und Naturwissenschaft in seinem Werk. Zur Ausstellung im Deutschen Medizinhistorischen Museum Ingolstadt. Belser, Stuttgart 2003
- Die große Geste im kleinen Format. Der Maler Karl Mostböck, in: Parnass, Kunstmagazin, 2003
- u. a.: Karl Mostböck, Modulationen in Farbe und Zeichen, Steyr, 2006
- Die Tötung des Königs Ludwig II. von Bayern. Selbstverlag, 2007 ISBN 978-3-00-022234-4